# Dana Angluin
Dana Angluin est professeur d' informatique à l'université de Yale . Elle est connue pour ses travaux fondamentaux en théorie de l'apprentissage informatique,, et en informatique distribuée.

## Carrière
Angluin a obtenu son baccalauréat (B. A.) et son doctorat (Ph. D.) à l'université de Californie à Berkeley,. sous la direction de Manuel Blum. Sa thèse, intitulée An application of the theory of computational complexity to the study of inductive inference, a été l'une des premières études à appliquer la théorie de la complexité au domaine de l'inférence inductive.

## Recherche
Angluin a publié des articles fondateurs en théorie de l'apprentissage informatique, où elle a étudié l'apprentissage à partir d'exemples bruités et l'apprentissage de langages réguliers à partir de requêtes et de contre-exemples et en  informatique distribuée, où elle a co-inventé le modèle de protocole de population et étudié le problème du consensus, et en algorithmique probabiliste, où elle a étudié les algorithmes aléatoires pour les circuits hamiltoniens et les couplages.
Angluin a participé à la fondation de  la Conference on Learning Theory (COLT) et a siégé dans des comités de programme et des comités de pilotage pour COLT, ,. Elle a été rédactrice de section du journal Information and Computation de 1989 à 1992,. Elle est membre de l' Association for Computing Machinery et de l'Association for Women in Mathematics.
Elle est une des lauréates du prix Dijkstra 2020.
Angluin a également publié des travaux sur Ada Lovelace et son implication dans le moteur analytique.

## Publications (sélection)
- Dana Angluin, « Queries and concept learning », Machine Learning, vol. 2, no 4,‎ avril 1988, p. 319–342 (DOI 10.1007/bf00116828, lire en ligne).
- Dana Angluin, « Learning Regular Sets from Queries and Counter-Examples », Information and Control, vol. 75, no 2,‎ 1987, p. 87–106 (DOI 10.1016/0890-5401(87)90052-6, lire en ligne).
- Dana Angluin et Philip Laird, « Learning from noisy examples », Machine Learning, vol. 2, no 4,‎ avril 1988, p. 343–370 (DOI 10.1007/bf00116829, lire en ligne).
- Dana Angluin, James Aspnes et David Eisenstat, « A simple population protocol for fast robust approximate majority », Distributed Computing, vol. 21, no 2,‎ 2008, p. 87–102 (DOI 10.1007/s00446-008-0059-z, lire en ligne).
- Dana Angluin et Leslie G. Valiant, « Fast probabilistic algorithms for hamiltonian circuits and matchings », Proceedings of the Ninth Annual ACM Symposium on Theory of Computing - STOC '77, ACM Press,‎ 1977, p. 30–41 (ISBN 9781450374095, DOI 10.1145/800105.803393, lire en ligne).
- Dana Angluin, « Finding Patterns Common to a Set of Strings », Journal of Computer and System Sciences, vol. 21,‎ 1980, p. 46–62 (DOI 10.1016/0022-0000(80)90041-0).
- Dana Angluin, « Inductive Inference of Formal Languages from Positive Data », Information and Control, vol. 45, no 2,‎ 1980a, p. 117–135 (DOI 10.1016/s0019-9958(80)90285-5, lire en ligne).
- Dana Angluin, James Aspnes, Zoë Diamadi, Michael J. Fischer et Rene Peralta, « Computation in networks of passively mobile finite-state sensors », Distributed Computing, vol. 18, no 4,‎ 2006, p. 235–253 (DOI 10.1007/s00446-005-0138-3, lire en ligne). — Article distingué par le prix Dijkstra.
- Dana Angluin, Jeffery R. Westbrook et Wenhong Zhu, « Robot navigation with distance queries », SIAM Computing, vol. 30, no 1,‎ 110-144, p. 110-144.

## Articles liés
- Théorie des automates
- Calcul distribué
- Apprentissage automatique